# Вурмсгам
Вурмсгам (нім. Wurmsham) — громада в Німеччині, знаходиться в землі Баварія. Підпорядковується адміністративному округу Нижня Баварія. Входить до складу району Ландсгут. Складова частина об'єднання громад Фельден.
Площа — 28,14 км2. Населення становить 1409 ос. (станом на 31 грудня 2020).